# Oliver Jonas
Pour les articles homonymes, voir Jonas (homonymie).
Oliver Jonas (né le 14 mai 1979 à Neuss en Allemagne) est un joueur professionnel allemand de hockey sur glace.

## Carrière en club
Il commence par jouer en Amérique du Nord dans le championnat universitaire (NCAA) au sein de l'Université Harvard. Il joue quatre saisons avec les Harvard Crimson avant de retourner dans son pays natal et de rejoindre les buts des Eisbären Berlin dans la Deutsche Eishockey-Liga en 2001.
En 2005, il gagne le titre de champion d'Allemagne avec son club qu'il n'aura quitté que pour un match en 2003. À la suite de ce titre de champion, il quitte Berlin pour rejoindre la Rhénanie-du-Nord-Westphalie et le club des Kölner Haie, dont il est toujours le gardien pour la saison 2007-2008.

## Carrière internationale
Il fait ses débuts avec l'Allemagne dans les compétitions internationales lors du championnat du monde en 2003. Il participe également en 2004, 2005 et 2007. En 2003, il finit second meilleur gardien, derrière Sean Burke de l'équipe du Canada.
Il joue avec son pays pour la Coupe du monde de 2004.